# 티파니 (고양이)
티파니(Tiffanie) 또는 아시안 중장모 고양이(Asian Semi-Longhair)는 중장모를 가지고 있다는 점을 제외하면 아시안 쇼트헤어와 비슷한 고양이 품종이다. 이들은 버마 사이에서 태어날 수도 있다. 아시안 쇼트헤어처럼, 이 품종은 아시아에서 개발되었고 현재 미국 등록부에서는 인정받지 못하고 있다. 그것은 GCCF에서 완전히 인정받고 있다. 샹틸리-티파니(Chantilly-Tiffany) 또는 포린 롱헤어와 관련이 있으며, 일부 등록부에서는 북미 변종과 구별된다.